# Plesiadapis
Plesiadapis é um das mais antigas espécies de mamíferos aparentada aos primatas conhecidas que existem a aproximadamente 60 milhões de anos na América do Norte e Europa.Ele aparentava ser um pequeno esquilo. Plesiadapis ainda tinha garras e seus olhos se localizavam em cada lado da cabeça, fazendo mais rápido no solo que no topo das árvores, mas eles  provavelmente começaram a passar mais tempo nas partes baixas das árvores, alimentando-se de frutas e folhas.

## Espécies
- Plesiadapis walbeckensis Russell, 1964
- Plesiadapis remensis Lemoine, 1887
- Plesiadapis tricuspidens Gervais, 1877
- Plesiadapis russelli Gingerich, 1976
- Plesiadapis insignis (Piton, 1940)
- Plesiadapis praecursor Gingerich, 1975
- Plesiadapis anceps Simpson, 1936
- Plesiadapis rex (Gidley, 1923)
- Plesiadapis gingerichi Rose, 1981
- Plesiadapis churchilli Gingerich, 1975
- Plesiadapis fodinatus Jepsen, 1930
- Plesiadapis dubius (Matthew, 1915)
- Plesiadapis simonsi Gingerich, 1975
- Plesiadapis cookei Jepsen, 1930